# Dove heidelucifer
Dove heidelucifer (Cladonia macilenta) is een korstmossoort uit de familie Cladoniaceae.

## Determinatie

### Uiterlijke kenmerken
Het primaire thallus is samengesteld uit fijne, ingesneden of ingekerfde schubben. Ze zijn 1–6 mm lang en 2–5 mm breed. Uit het thallus groeien podetiën van 20–30 mm hoog en 1–4 mm dik. Ze zijn cilindrisch, enkelvoudig of licht vertakt, met spitse of ronde uiteinden, zonder bekers. Het oppervlak is witachtig, grijsachtig of groen. De podetiën hebben geen schubben, of ze hebben alleen schubben in het onderste deel. Het thallus bevat protococcoïde algen. Op de toppen van de podetiën komen rode apotheciën met een diameter van 0,5–1,5 mm veel voor. 
Dove heidelucifer heeft de volgende kenmerkende kleurreacties: K+ (permanent geel) of K-, C+ en KC+ (kanariegeel) of C- en KC-, P+ (oranje) of P-.

### Microscopische kenmerken
In één ascus worden 8 kleurloze, eencellige ascosporen van 8–14 × 2,5–3,5 μm gevormd. Rode pycnidiën van eivormige of cilindrische vorm zijn talrijk op de toppen van de podetiën en op de schubben. Hierin worden pycnidiosporen gevormd een afmeting van 3–8 × 0,5–1 μm.

### Gelijkende taxa
Dove heidelucifer wordt veel verward met verscheidene andere soorten uit het geslacht Cladonia. Het meest gelijkend is rode heidelucifer (Cladonia floerkeana), dat bovendien in dezelfde habitats voorkomt. Het onderscheidt zich door grotere apotheciën en andere kleurreacties. Het morfologische onderscheid tussen deze soorten is moeilijk.

## Ecologie
Dove heidelucifer groeit meestal op humus- of zandgrond, op dood hout en op boomvoeten. Hij komt vooral veel voor in naaldbossen, vooral aan de randen van boswegen, maar ook op heidevelden en veenmoerassen.

## Verspreiding
Hij wordt gevonden op alle continenten van de wereld behalve Antarctica, maar hij wordt wel gevonden op sommige Antarctische eilanden. Ook komt hij op veel andere eilanden voor. Op het noordelijk halfrond reikt de noordelijke grens van het verspreidingsgebied tot de noordkust van Groenland en het Scandinavisch schiereiland.
In Nederland is dove heidelucifer vrij algemeen. De soort is alhier niet bedreigd en staat niet op de Nederlandse Rode Lijst en is niet bedreigd.